# VisualBoyAdvance
VisualBoy Advance（ビジュアルボーイ アドバンス）とは、オープンソースで開発されていた、ゲームボーイ、ゲームボーイカラー、ゲームボーイアドバンス、およびスーパーゲームボーイシリーズのゲームエミュレータである。VBA (ブイビーエー)と略されることが多い。
本項ではVBAから派生して開発され、現在も開発されている、事実上の後継版であるVisualBoy Advance-M (ビジュアルボーイ アドバンス エム)についても詳述する。こちらの略称はVBA-M (ブイビーエーエム)である。

## 概要
Windows、Linux、FreeBSD、MacOS X、BeOSなどのデスクトップOSにとどまらず、AmigaOS 4、AROS、ニンテンドー ゲームキューブ、Wii、webOS、Zune HDなどにも移植された。また、オープンソースで開発されたため、後述するように多くの派生版も誕生した。オリジナルのVBAはすでに開発を終了しており、それ以降は派生版のみが開発されている。

## 特徴
オリジナルのVBAは、動作推奨スペックが比較的低いため、古いパソコンでも快適に動作する。
具体的には以下のような機能を備えている。
- 他のエミュレータで保存したセーブデータのインポート・エクスポート
- 途中セーブ
- ジョイパッド対応
- スーパーゲームボーイシリーズのボーダーとカラーパレット機能
- ポケットプリンタ対応
- リアルタイムでのIPSパッチを行う機能
- 改造マリオのようなハックロムのプレイ・デバッグ機能 (ロガー、ビュアー、エディターを搭載)
- 連射機能
- 動作速度の向上機能(クロックアップ)
- フルスクリーンモード
- 画面キャプチャ
- WAV形式での録音や、AVI形式・独自のコーデックでの録画
- 画面を拡大するためのフィルター[注 1]
- GUIスキニング
- プロアクションリプレイ、エックスターミネターアドバンスなどのチートコード (Windows版のみ)

### VisualBoy Advance-M
VisualBoy Advance-M (ビジュアルボーイ アドバンス エム) とは、オープンソースで開発されている、ゲームボーイ、ゲームボーイカラー、ゲームボーイアドバンス、およびスーパーゲームボーイとスーパーゲームボーイ2のゲームエミュレータであり、開発が終了したVisualBoy Advanceの事実上の後継版である。略称はVBA-M (ブイビーエーエム)。
オリジナルのVBAと比べて、機能追加が行われており、上記以外にも以下のような機能が備わっている。
- HQ3x/4xピクセルフィルター
- インターネットやLAN上でのネット接続に対応

VBA-Mの"M"が、英語の"merge"(統合する)の頭文字に由来することからもわかるように、他のいくつかの派生版を統合して、現在も積極的にアップデートを行なっている。また、VBA-Mから派生したエミュレータも存在する。
元々、オリジナルのVBAはすでに、最高峰の再現性を持っており、VBA-Mも機能面を主軸に開発された。また、通信機能も実装されておりGBA同士はもちろんのことゲームキューブのエミュレータDolphinとも連動可能となっている。
また、ユーザー数がmGBAなどと比べて多く、設定項目で迷うところがなく、扱いやすいのもメリットである。

### 派生版
ソースコードが公開されており、自由な改変と配布が認められていることから、以下のような派生版が存在する。

#### VBA Link
オリジナルVBAを改良し、LAN経由や同時起動などで通信機能に対応した派生版。最大4人プレイに対応している。
開発者はdenopqrihgで、Windows版のみのリリースされた。

#### VBA e-Reader
オリジナルVBAを改良し、カードe対応の機能を追加した派生版。caitsithによって開発・公開された。

#### VBA Link e-Reader
VBA Linkの機能と、VBA e-Readerの機能を兼ね備えた派生版。theSLAYERによって公開された。

#### VisualBoy Advance CE
オリジナルのVBAのVer1.7xをベースとしており、低スペックパソコン向けに開発されている。動作を軽くするため、画面フィルター機能などを消去されており、実際に動作は若干軽い。xxxという人物によって開発・公開された。

#### VBA-Next
VBA-Mの改良版。マルチエミュレータのRetroArchのコアに採用されているほか、Kodiのプラグインなどが存在している。開発者はSquarepusher。

#### VisualBoy Advance GX
改造したWiiやゲームキューブ本体で動作する、VBA-Mの移植版。現在も積極的にアップデートを行なっている。
Wiiリモコンやヌンチャク、クラシックコントローラ、Wii U Proコントローラ、ゲームキューブコントローラなどを使って操作できるほか、特定の手段を用いることで、Wii U GamePadで操作することもできる。その他、VBA-Mが備える多くの機能も実行できる。
自作ソフト(いわゆるHomebrew)の形式で配布されているため、改造していないゲーム機本体では動作しない。

#### VBA-M JS
ウェブブラウザで実行できる、VBA-MのJavaScript、およびWebGL移植版。開発者はFAST6191。
なお、公開されていたサイトはすでに閉鎖されており、現在は利用できない。

## 歴史

### オリジナルのVBAとその派生
元々オリジナルのVBAの開発は、1999年にForgottenという人物により開始された。しかし、最初のリリース後に開発から降りたため、彼の弟が率いる「VBA Team」が開発を引き継いだ。公式による開発は2005年のバージョン1.8.0 beta 3で終了した。
その後は、様々なデベロッパーによる派生版の開発が行われた。
2003年6月、VBA CEが公開される。
2004年8月、オリジナルのVBAのバージョン1.6に、通信プレイのサポートを追加した VBA Linkが公開される。
2005年5月に、VBA CEのWindows Mobile対応版が公開される。
同年11月、オリジナルのVBAのバージョン1.7.2に、カードeサポートを追加したVBA e-Readerが公開される。
その後の2014年7月には、VBA Link e-Readerが公開される。

### VBA-Mの登場とアップデート
これらの派生版を一つに統合すべく、VisualBoyAdvance-M (VBA-M)の開発が始まった。
2007年にVBA-Mの開発が始まる。
2008年9月16日、VBA-Mから派生してVBA GXの初のバージョンが公開される。
2012年10月、VBA-M JSが公開される。